# Torre en un extrem del carrer Major
La Torre en un extrem del carrer Major és una obra d'Esterri de Cardós (Pallars Sobirà) inclosa a l'Inventari del Patrimoni Arquitectònic de Catalunya.

## Descripció
Construïda amb aparell irregular, de blocs granítics i pedres pissarroses, forma el nucli central una torre de secció quadrada de planta baixa i tres pisos i coberta a dues vessants i habilitada en la seva part alta com a colomar. Al costat oest s'hi adossa la casa que en la façana meridional presenta un porxo a la planta baixa i una galeria sostinguda per gruixudes bigues de fusta i coberta pel llosat de la casa. Els balustres de la barana són perfilats i calats. En el llosat a dues vessants han obert recentment algunes llucanes. Un gran portal adossat al parament sud de la torre dona accés a una era voltada de pallers i estables. Es troba en bon estat de conservació.